# Can Barrera (Teià)
Can Barrera és una obra del municipi de Teià (Maresme) inclosa en l'Inventari del Patrimoni Arquitectònic de Catalunya.

## Descripció
Construcció d'origen antic que s'ha anat ampliant successivament. Resulta interessant observar-la per la seva part posterior, on es veuen perfectament les diverses etapes constructives. Era una masia d'estructura basilical, planta rectangular, coberta a dos vessants, amb el carener perpendicular a la façana principal i un cos central elevat.
El cos principal de la masia, posterior, s'estén adossat a la façana antiga. És de planta rectangular, amb planta baixa i dos pisos i coberta a una sola vessant. La façana principal compta amb diverses obertures, estructurades amb llindes de pedra i brancals de carreus ben escairats i polits, distribuïdes de manera força ordenada. El mur és totalment arrebossat.
A la part del darrere s'alça una torre llanterna pràcticament cúbica. Posteriorment, s'han incorporat a la banda dreta de la casa elements neoclàssics del segle xix que conformen un porxo. L'enfonsament recent de la teulada permet veure millor la seva estructura.

### Elements ornamentals[1]
A banda i banda del balcó central de la façana hi ha dues petites terracotes de forma ovoide, emmarcades en una sanefa, una d'elles esculpida i l'altra gravada. A la de l'esquerra hi ha una Mare de Déu amb una corona de dotze estels i a l'altra una inscripció que diu: "En 1333 esta casa existia ja. En 1816 (o 1826) Barrera la renova".
Sobre el carener de l'antiga masia basilical hi ha dues peces de ceràmica vitrificada verda, en forma de gerro amb nanses.

## Història
La construcció originària fou propietat de la família Marqués fins a principis del segle xiv. Vers l'any 1333, per enllaç amb la família Botey, passà a regentar la seva propietat fins al 1700, en què hi apareix la família Barrera. L'any 1704 es construí l'edifici adossat a la façana i l'any 1846 el porxo neoclàssic lateral.
Mitjançant un acord entre l'alcalde de Teià, Andreu Bosch i Rodoreda, i el Sr. Josep Barrera i Arenas, propietari de can Barrera, l'Ajuntament de Teià va rebre en dipòsit el fons arxivístic i bibliogràfic familiar que es conservava a la casa pairal, amb el compromís que aquest fons s'incorporés i es conservés, un cop inventariat i catalogat, l'arxiu municipal que s'ubica a la masia de can Llaurador, ja restaurada i rehabilitada com a edifici annex i adjacent a la biblioteca municipal que es va acabar de construir l'any 2009. Els documents conservats són bàsicament dels segles xviii i xix (nota de premsa, web Ajuntament, març 2006)